# Kreuztal

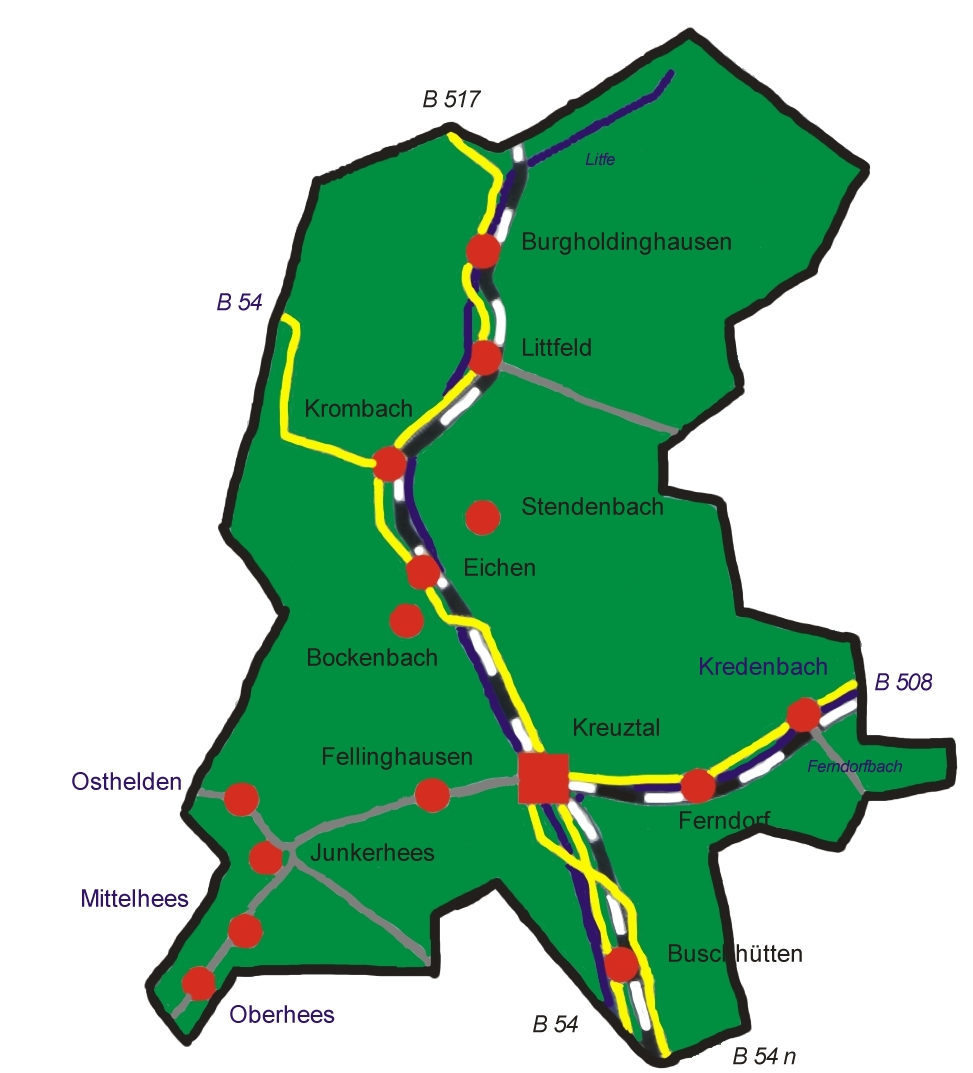
Kaart van Kreuztal

Kreuztal is een stad en gemeente in de Duitse deelstaat Noordrijn-Westfalen, gelegen in de Kreis Siegen-Wittgenstein. De gemeente telt 30.965 inwoners (31 december 2020) op een oppervlakte van 70,95 km².

## Stadsdelen
- Burgholdinghausen
- Buschhütten
- Eichen
- Fellinghausen
- Ferndorf
- Junkernhees
- Kredenbach
- Kreuztal
- Krombach
- Littfeld
- Mittelhees
- Oberhees
- Osthelden

## Afbeeldingen

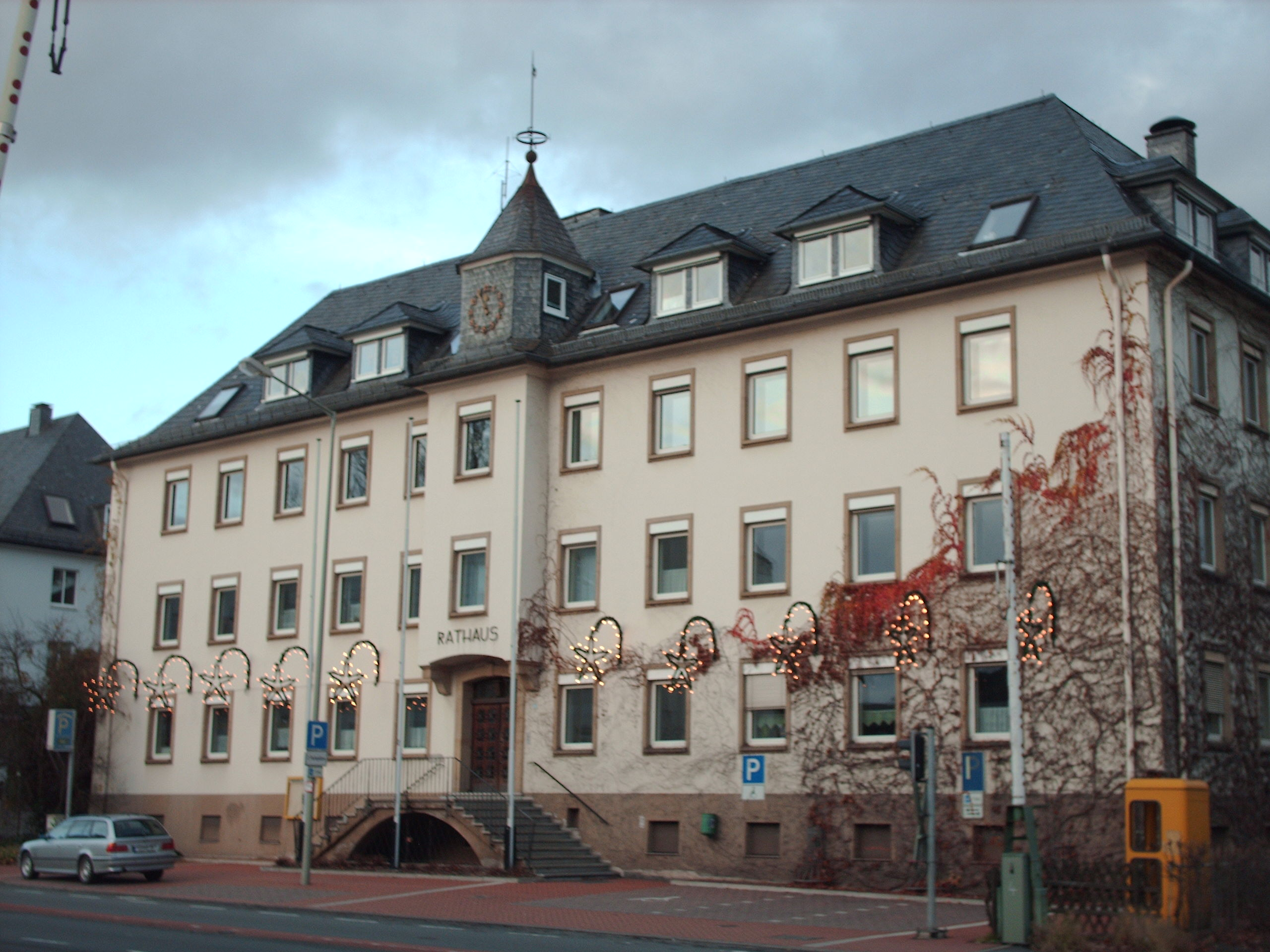
Raadhuis
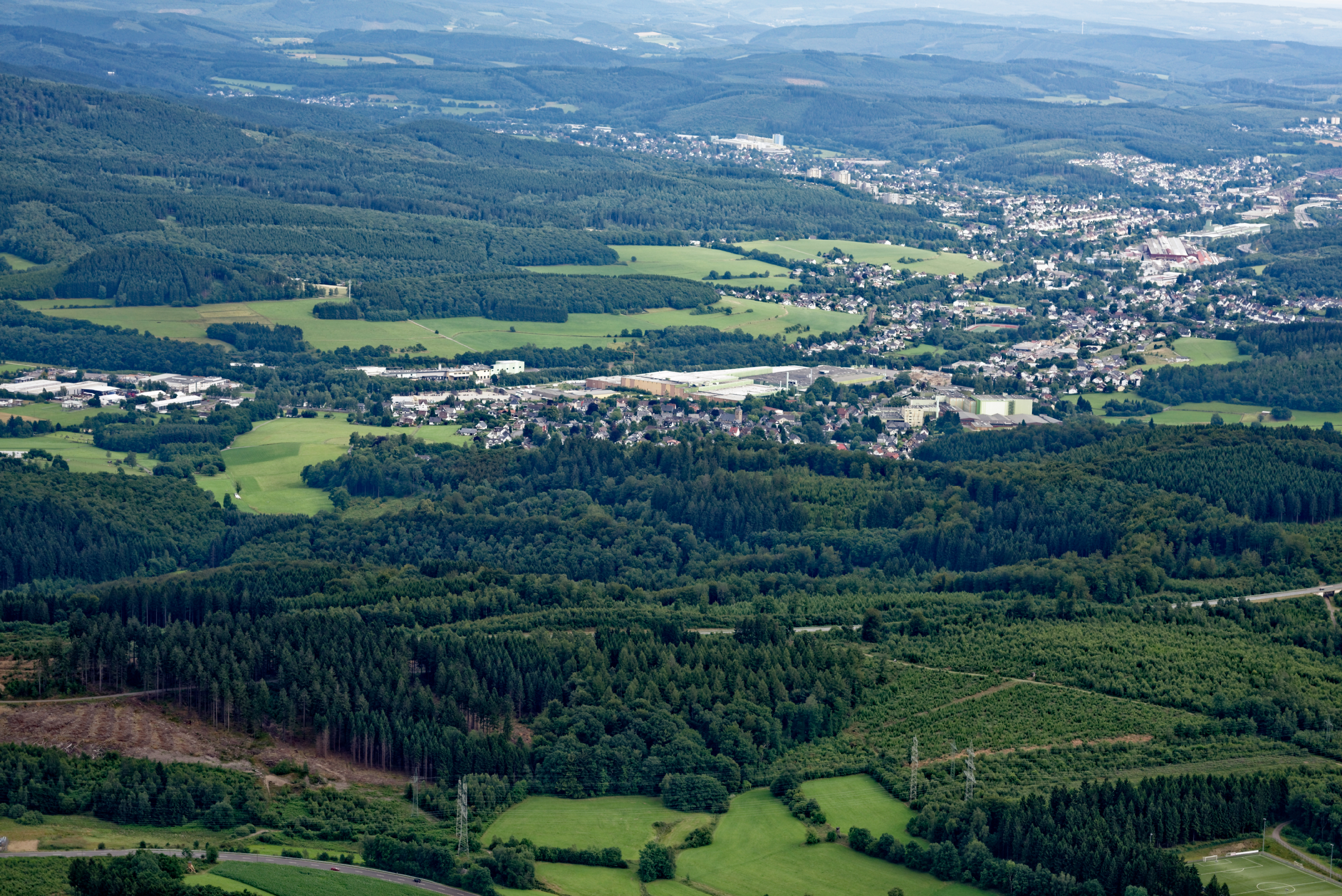
Gezicht op Kreuztal
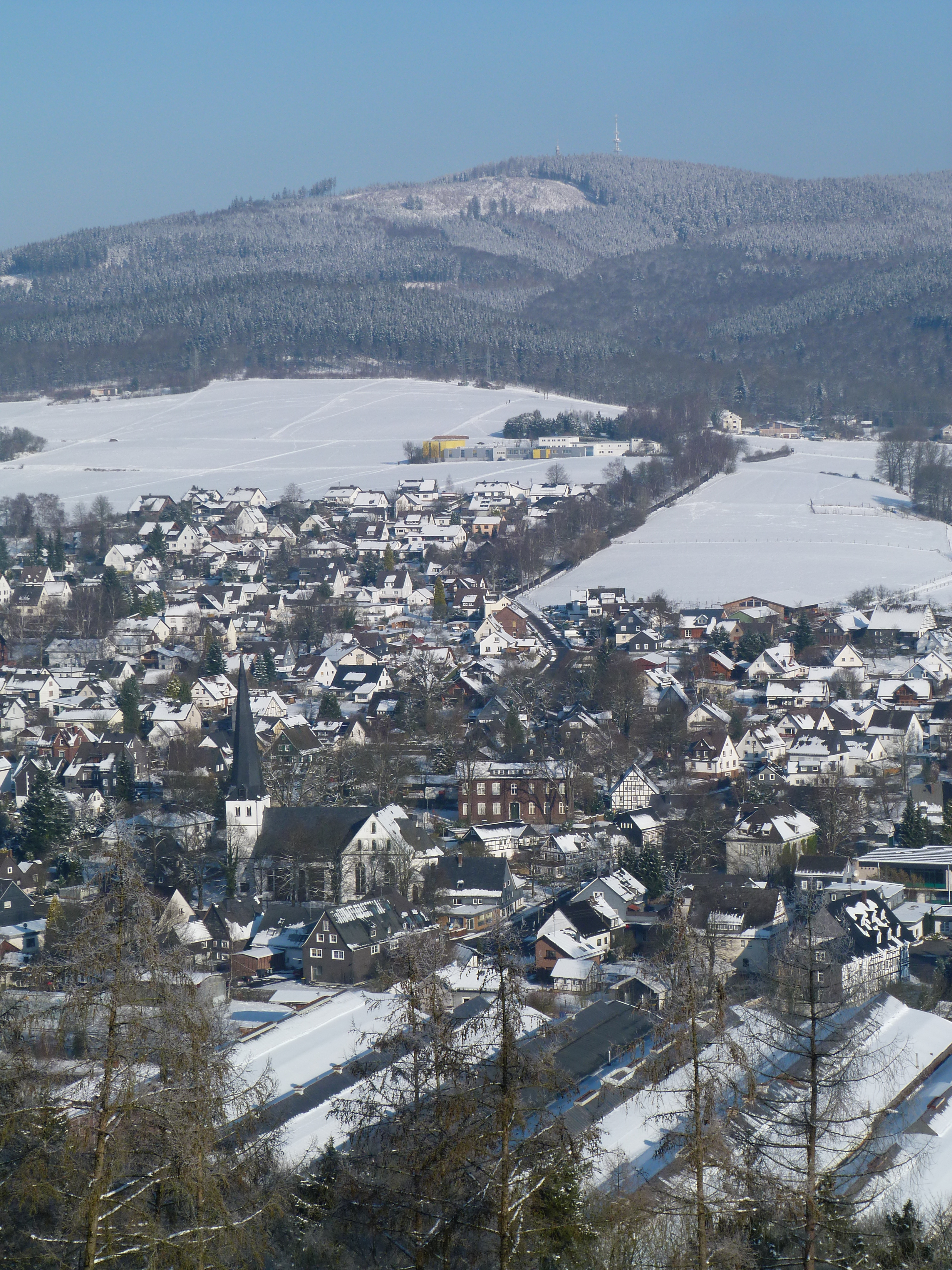
Gezicht op Ferndorf
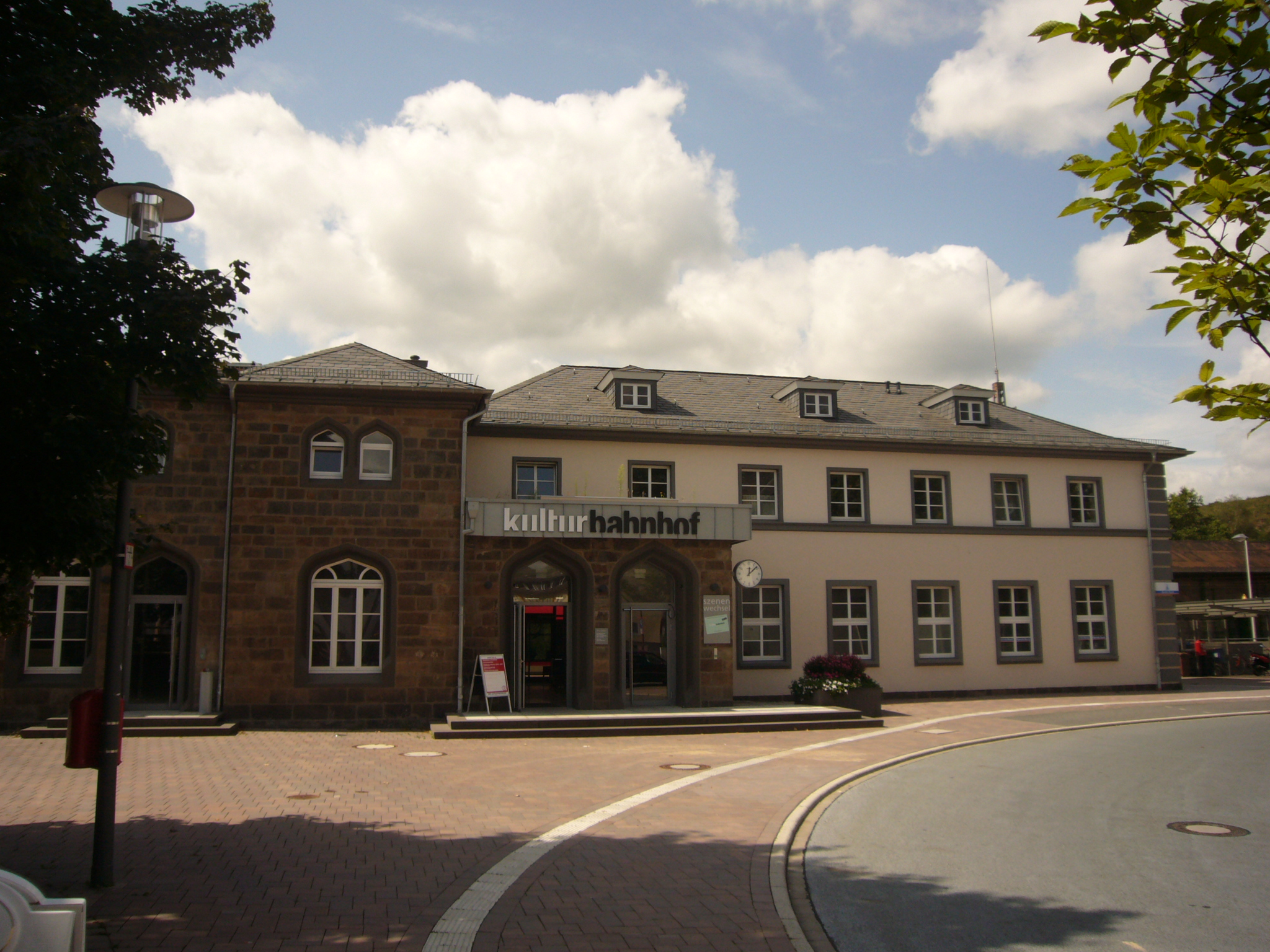
Kulturbahnhof (voormalig station)

Bad Berleburg · Bad Laasphe · Burbach · Erndtebrück · Freudenberg · Hilchenbach · Kreuztal · Netphen · Neunkirchen · Siegen · Wilnsdorf